# Avricourt (Meurthe i Mozela)

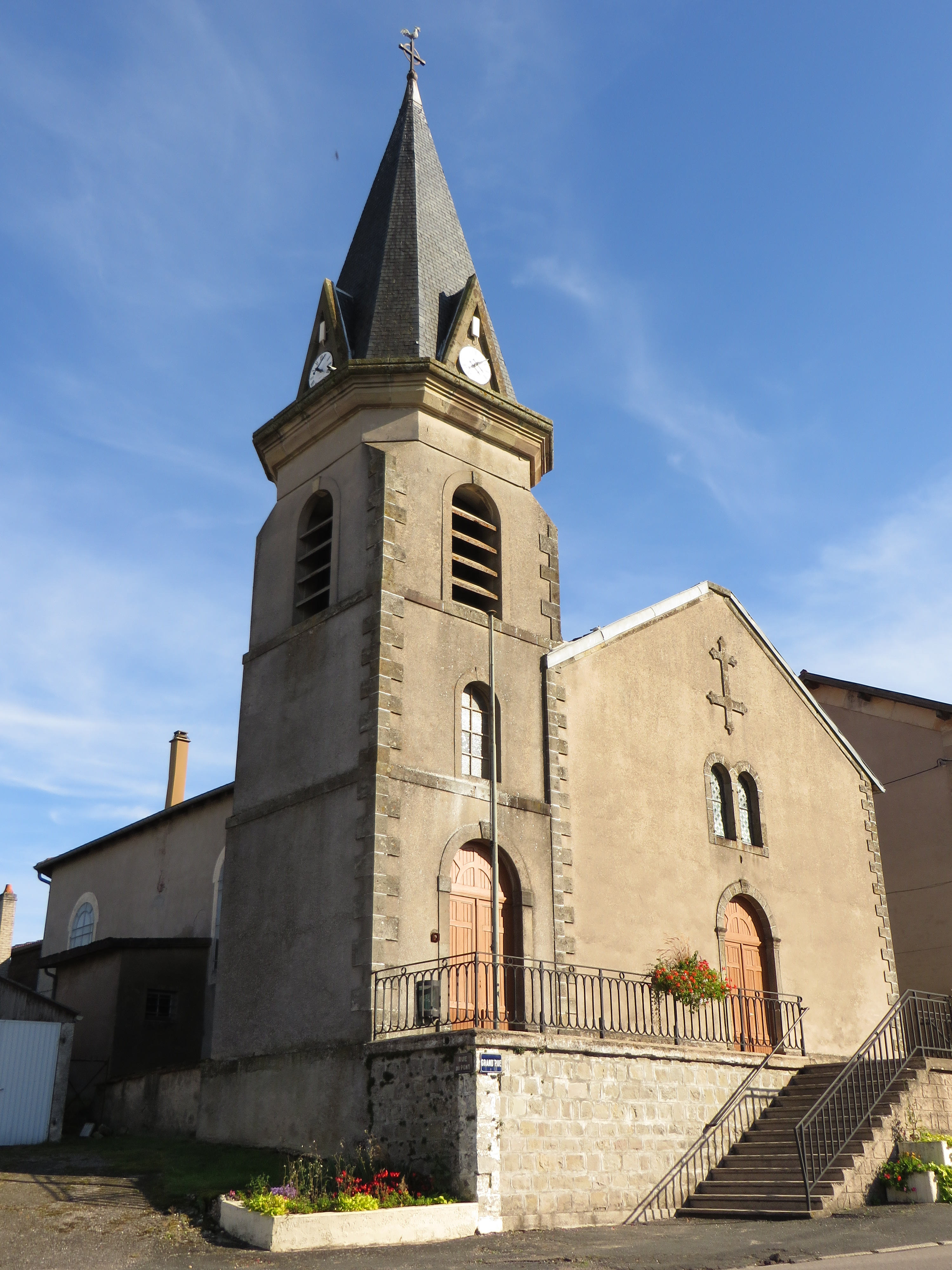
Kościół św. Jakuba (2014)

Avricourt – miejscowość i gmina we Francji, w regionie Grand Est, w departamencie Meurthe i Mozela.
Według danych na rok 1990 gminę zamieszkiwały 524 osoby, a gęstość zaludnienia wynosiła 233 osoby/km² (wśród 2335 gmin Lotaryngii Avricourt plasuje się na 575. miejscu pod względem liczby ludności, natomiast pod względem powierzchni na miejscu 1222.).

## Populacja

Populacja Avricourt w latach 1962–2008